# ATC (vasúti biztosítóberendezés)

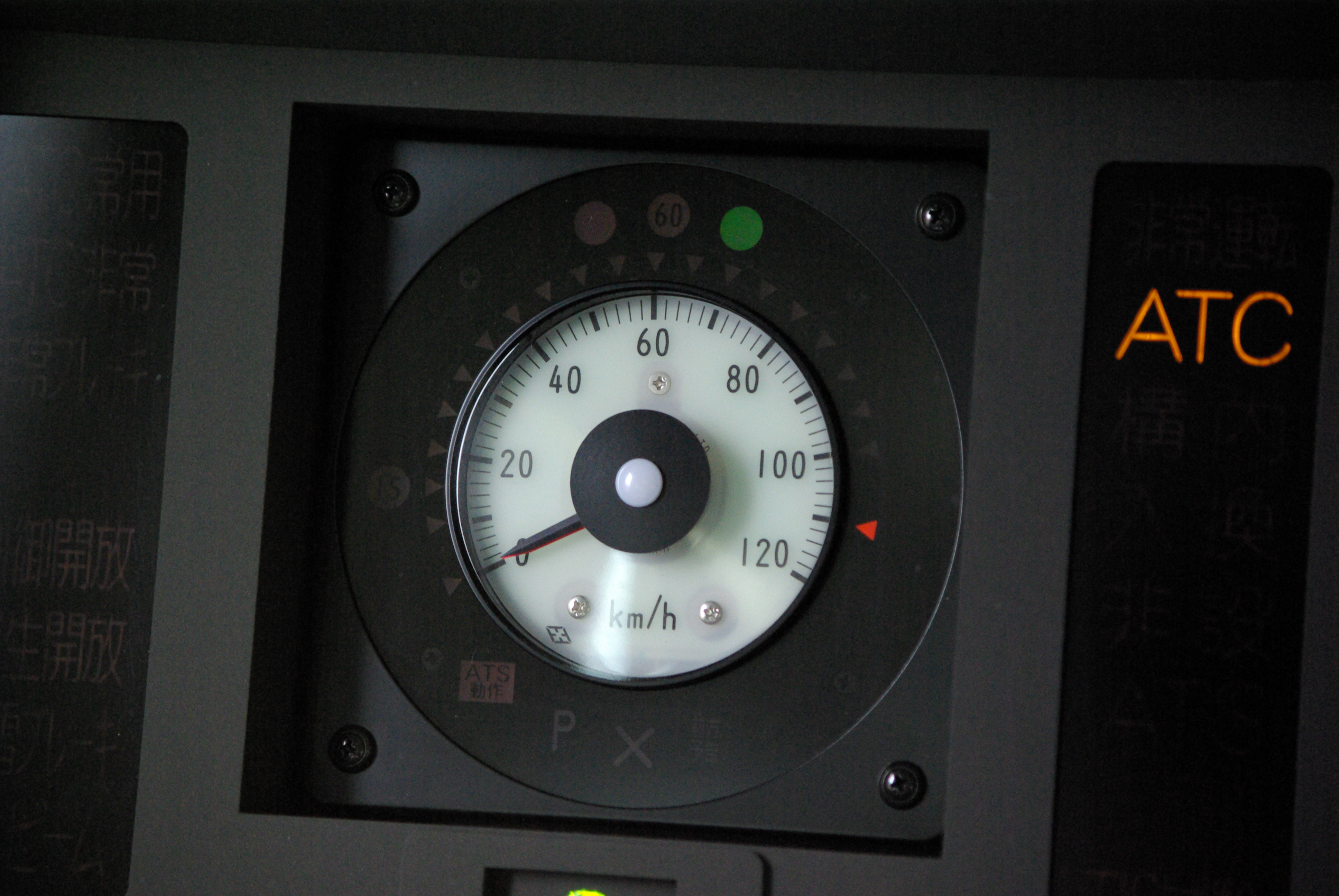
ATC berendezés Japánban

Az ATC egy vasúti biztosítóberendezés.
Az ATC teljes mértékben redundáns, úgy alakították ki, hogy bármely lehetséges hiba esetén az alapvető működési módját megtartsa. Az ATC elvégzi, majd a közvetlen rádiós kapcsolat segítségével pontosítja a vonat helymeghatározását. A pontosított adatokból és a vonat előtt lévő szabad térközökből kiszámított fékezési görbe alapján vezérli az üzemi fékberendezést. Szükség esetén, ha a vonat sebessége meghaladja a kiszámított görbe által meghatározott értéket, vagy a telepített pálya-, illetve a fedélzeti diagnosztikai berendezés vészjelzést küld, működteti a vészfékberendezést. Ha azonban az ATC mégis működésképtelenné válna, amikor a szerelvény egy adott biztonsági pályajelzést meghalad, az erre a célra szolgáló háttér biztonsági berendezés azonnal befékezi a vonatot. A rendszert egy programozott állomási vonatmegállító rendszer egészíti ki, amely a szerelvényeket az ATC által meghatározott burkológörbe alapján a kellemes utazási érzet figyelembevételével az üzemi fékkel pontosan az előre meghatározott helyen megállítja. A járművezető azonban bele tud avatkozni a megkezdett fékezési folyamatba.